# Festival do Tacacá
O Festival do Tacacá é uma festividade que acontece todos os anos no município brasileiro de Santarém, no interior do estado do Pará, na comunidade de São Braz. O evento é uma das atrações culturais do município  e que vem conquistando espaço no cenário turístico da região santarena. A programação do festival é formada por apresentações artísticas, folclóricas, religiosas e culinárias. 

## Fundação e localização
A comunidade São Braz foi fundada em 03 de fevereiro de 1993 localiza-se no Projeto de Assentamento Agroextrativista (PAE EIXO FORTE ). O PAE EIXO FORTE foi criado pelo Instituto Nacional de Colonização e Reforma Agrária (INCRA). Inicialmente, tinha uma área de 17.272.94 hectares para o atendimento de 1029 famílias, situada nas margens da PA-457, rodovia Everaldo Martins, no altura do km 7. O acesso à comunidade é pela PAE-453, rodovia Engenheiro Fernando Guilhon. São Braz, dentre as comunidades que estão localizadas dentro do Projeto de Assentamento Extrativista, é a que detém o maior número de famílias com, aproximadamente, 700 famílias que trabalham e se beneficiam da renda que é obtida a partir de atividades como a agricultura e o extrativismo, ligados a economia da comunidade.

## O festival do tacacá na Comunidade São Braz
O tacacá é uma comida típica da região amazônica. É muito popular da região Norte e de origem indígena Tupi originalmente chamada de mani poi que tem o significado de sopa. Há 19 anos ininterruptos a comunidade de São Braz realiza o Festival do Tacacá, com diversas apresentações culturais e músicas regionais. O festival é organizado pelos moradores da comunidade com apoio e incentivo da assistência técnica do INCRA e do Projeto de Assentamento Agroextrativista PA. Esse evento conta com apoio da igreja católica  e juntamente com a comunidade tem como objetivo arrecadar fundos para investimentos na própria comunidade, a festividade atraí turistas e visitantes para o evento.

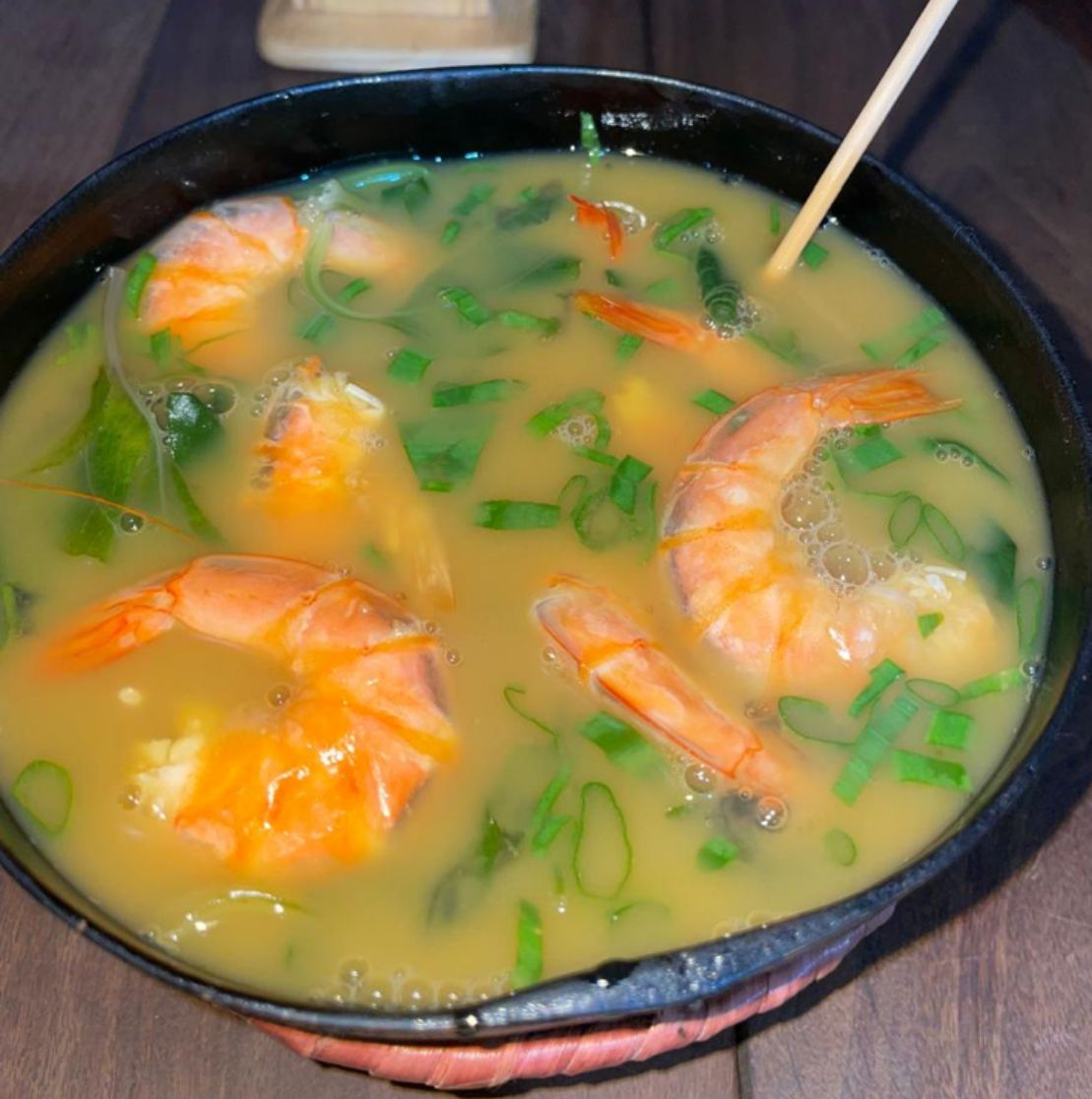

O festival do Tacacá é realizado na primeira semana do mês de julho e dura um final de semana. Quem vai a passeio nesse período do ano para Alter do Chão, pela rodovia Everaldo Martins, participa do Festival do Tacacá. 

### História e preservação
O festival do tacacá ocorre há 19 anos ininterruptos com cerimonia religiosa e apresentações culturais. O foco do festival é a culinária. O evento nasceu da necessidade de conservação da cultura, da expansão turística e do saber culinário da comunidade, e da necessidade de fonte de arrecadação de renda para os moradores. Ou seja, uma forma de manutenção da cultura por meio da união dos moradores da comunidade, preservando as tradições deixadas pelos ancestrais.

### Divulgação e transmissão
Até 2024, o Festival do Tacacá não tem meio de transmissão ou de exibição próprio. A divulgação e cobertura são feitas nos jornais locais e site da prefeitura da cidade de Santarém. O acesso à comunidade e ao festival é feito através da rodovia Everaldo Martins que fica a 8km de distância do centro comercial da cidade de Santarém, no eixo forte.

## Culinária
Um dos principais atrativos do festival do tacacá, além das danças e apresentações, é a culinária. A variedade culinária do festival é responsável por boa parte da renda das famílias que tem o festival do tacacá como fonte lucrativa. Entre as opções do cardápio estão o Mungunzá, o Pato no Tucupi, Doces, vatapá, Galinha Caipira, Tarubá e o prato principal: o Tacacá. Vale ressaltar que boa parte do material utilizado na preparação dos alimentos do festival são provenientes da região do São Braz, o que traz uma maior renda e identidade para o festival.